# Synchlora glaucaria
Synchlora glaucaria là một loài bướm đêm trong họ Geometridae.